# Pomnik Jana Pawła II w Wadowicach
Pomnik Jana Pawła II w Wadowicach – pomnik papieża na Placu Jana Pawła II w Wadowicach przed Bazyliką Ofiarowania NMP.

## Historia
Dwu i półmetrowy pomnik, wykonany z brązu, przedstawia uśmiechniętego papieża w stroju pontyfikalnym stojącego na granitowej skale; w lewej dłoni papież trzyma pastorał, a prawą rękę ma wyciągniętą w geście błogosławieństwa.
Autorem pomnika jest rzeźbiarz Maksymilian Biskupski.
Pomnik został odsłonięty 30 sierpnia 2006 przez metropolitę krakowskiego kardynała Stanisława Dziwisza oraz burmistrz Wadowic Ewę Filipiak. Pomnik stoi w miejscu, w którym papież spotykał się z mieszkańcami miasta podczas wizyt w swoim rodzinnym mieście w 1979 i 1999 roku. Monument ufundował wadowicki samorząd.
Pomnik jest podobny do dukielskiego pomnika Jana Pawła II, który został wykonany w 1997 przez tego samego autora. Z tego powodu Maksymilian Biskupski został posądzony o autoplagiat.
W Wadowicach znajduje się także inny pomnik Jana Pawła II  - dłuta włoskiego rzeźbiarza Luciano Minguzziego (stojący przed kościołem św. Piotra Apostoła) oraz rzeźba przedstawiająca głowę papieża przed salą sesyjną wadowickiego ratusza.

## Galeria zdjęć

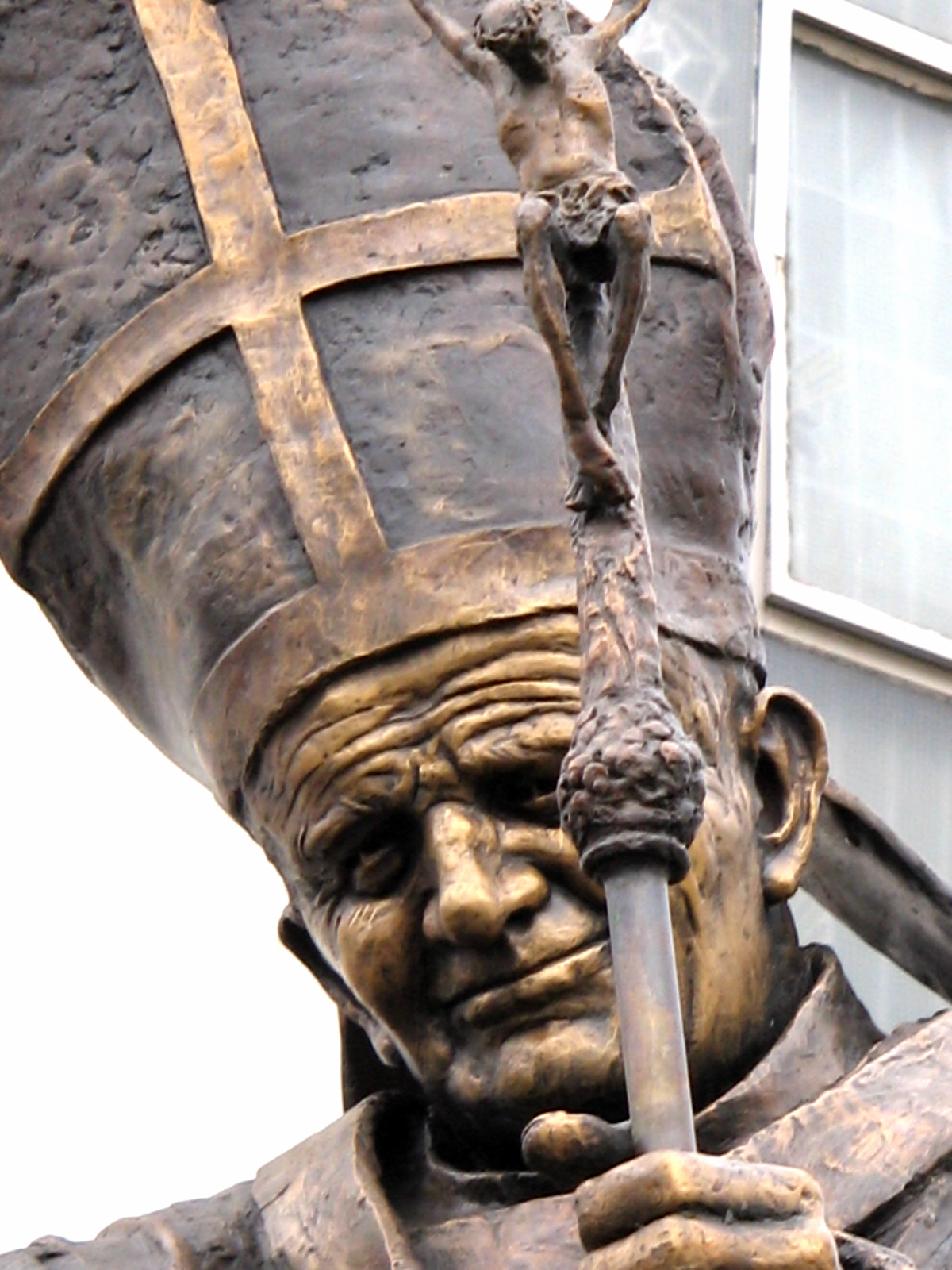
Pomnik Jana Pawła II (fragment)
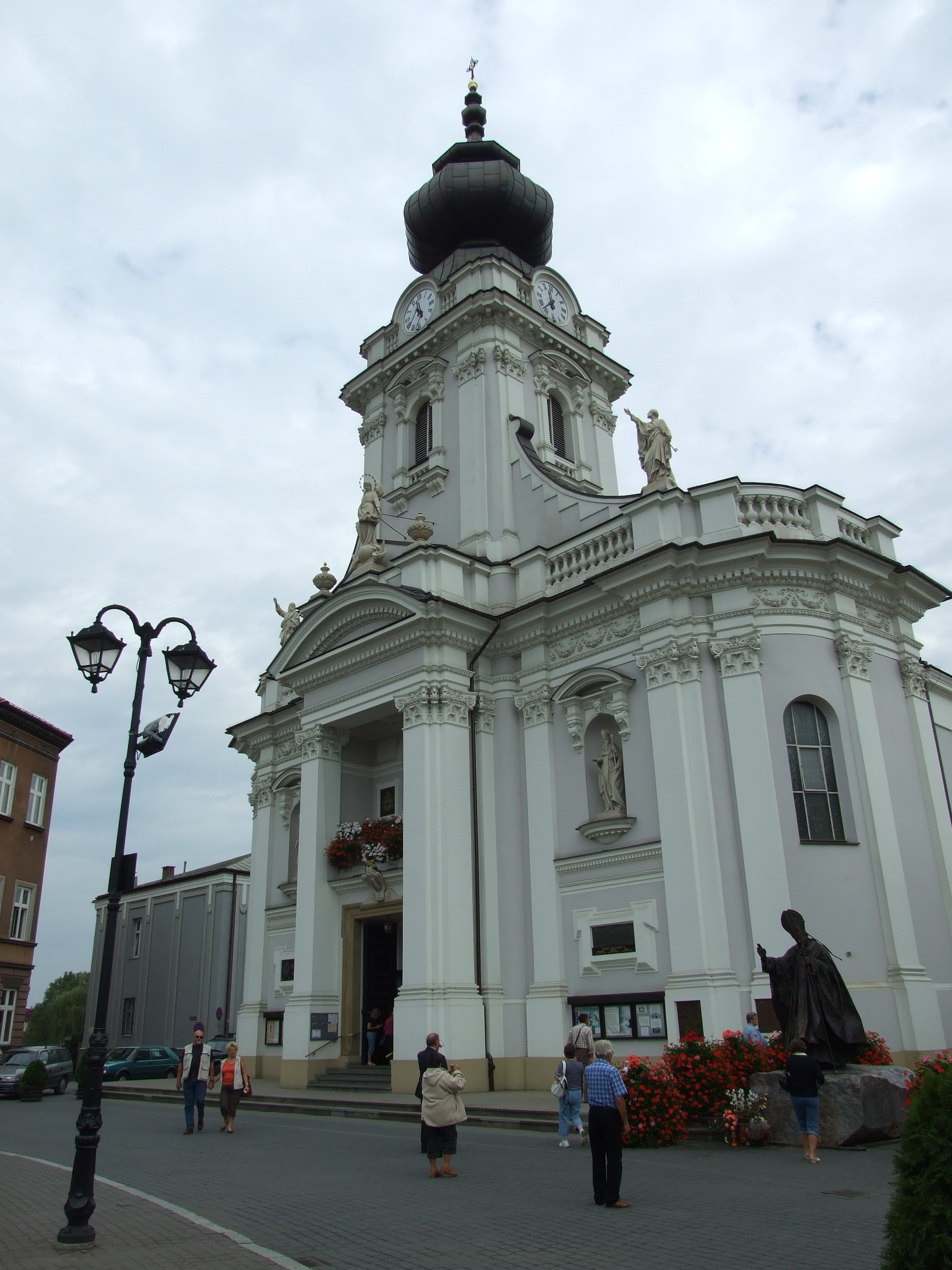
Bazylika z zewnątrz
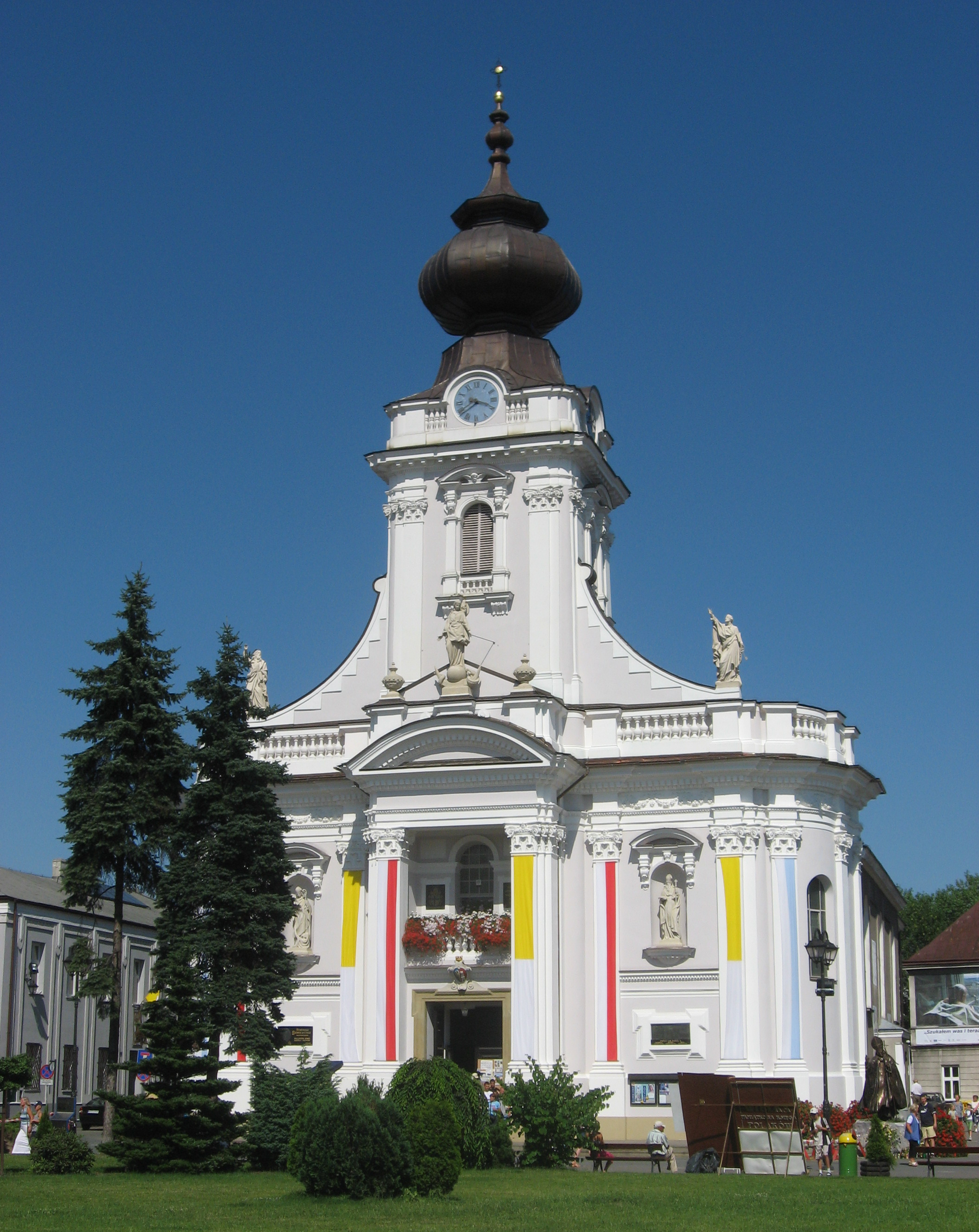
Bazylika z zewnątrz